# Ardagh (Stadt)
Ardagh (persisch ارداق [ɑɾdɑɢ]) ist die Hauptstadt des Kreises Daschtabi in der Provinz Qazvin im Iran. In Ardagh leben 5.123 Einwohner (Stand 2011).